# Ramon Giró
Ramon Giró va ser un escolà de l'església parroquial de Sant Esteve d'Olot entre l'abril de 1827 i l'agost del mateix any. Va ser nomenat escolà major i entonador pel mestre de capella Honorat Alberich, càrrec que va compartir amb Jeroni Bernich. També va ser format com a organista per Ignasi Parella, qui també el va recomanar com a organista al monestir de Besalú. Posteriorment, va vestir l'hàbit de monjo i va ser destinat a l'Escala.
No consten més registres biogràfics seus ni se n'ha trobat cap obra musical.